# Liste des aires urbaines d'Amérique
Cet article présente une liste des principales aires urbaines du continent américain, par ordre décroissant de population :
|    | Aire urbaine               | Pays                   | Population | Année | Notes |
| -- | -------------------------- | ---------------------- | ---------- | ----- | --- |
| 1  | São Paulo                  | Brésil                 | 21 090 792 | 2015  | [ 1 ] |
| 2  | Mexico                     | Mexique                | 20 892 724 | 2015  | [ 2 ] |
| 3  | New York                   | États-Unis             | 20 182 305 | 2015  | [ 3 ] |
| 4  | Buenos Aires               | Argentine              | 13 693 657 | 2015  | L'INDEC définit le Grand Buenos Aires comme le territoire de la ville autonome de Buenos Aires plus 24 partidos de la Province de Buenos Aires, respectivement Almirante Brown, Avellaneda, Berazategui, Esteban Echeverría, Ezeiza, Florencio Varela, Hurlingham, Ituzaingó, José C. Paz, La Matanza, Lanús, Lomas de Zamora, Malvinas Argentinas, Merlo, Moreno, Morón, Quilmes, San Fernando, San Isidro, San Miguel, Tigre et Vicente López,. |
| 5  | Los Angeles                | États-Unis             | 13 340 068 | 2015  | [ 3 ] |
| 6  | Rio de Janeiro             | Brésil                 | 12 280 702 | 2015  | [ 1 ] |
| 7  | Lima                       | Pérou                  | 9 904 727  | 2015  | L'INEI définit l'aire métropolitaine de Lima comme comprenant la province de Lima ainsi que la province constitutionnelle de Callao,. |
| 8  | Chicago                    | États-Unis             | 9 551 031  | 2015  | [ 3 ] |
| 9  | Bogotá                     | Colombie               | 9 286 225  | 2015  | Le DANE définit l'aire métropolitaine de Bogotà comme comprenant la ville de Bogotà ainsi que 17 autres municipalités de la région : Soacha, Facatativá, Zipaquirá, Chía, Mosquera, Madrid, Funza, Cajicá, Sibaté, Tocancipá, La Calera, Sopó, Tabio, Tenjo, Cota, Gachancipá ainsi que Bojacá,. |
| 10 | Dallas                     | États-Unis             | 7 102 796  | 2015  | [ 3 ] |
| 11 | Santiago                   | Chili                  | 6 683 852  | 2015  | Le gouvernement de la région métropolitaine de Santiago définit l'aire métropolitaine de celle-ci comme comprenant la Province de Santiago, la Province de Cordillera ainsi que deux communes (Calera de Tango and San Bernardo) de la province de Maipo,. |
| 12 | Houston                    | États-Unis             | 6 656 947  | 2015  | [ 3 ] |
| 13 | Toronto                    | Canada                 | 6 116 725  | 2015  | [ 13 ] |
| 14 | Washington                 | États-Unis             | 6 097 684  | 2015  | [ 3 ] |
| 15 | Philadelphia               | États-Unis             | 6 069 875  | 2015  | [ 3 ] |
| 16 | Miami                      | États-Unis             | 6 012 331  | 2015  | [ 3 ] |
| 17 | Belo Horizonte             | Brésil                 | 5 829 923  | 2015  | [ 1 ] |
| 18 | Atlanta                    | États-Unis             | 5 710 795  | 2015  | [ 3 ] |
| 19 | Caracas                    | Venezuela              | 5 322 310  | 2015  | Les projections de la population sont données pour le Sistema Metropolitano de Caracas, qui comprend les 5 municipalités du District Métropolitain de Caracas ainsi que l'aire métropolitaine d'Altos Mirandinos, la conurbation urbaine de Guarenas-Guatire, la conurbation urbaine du Litoral Varguense ainsi et l'aire métropolitaine des Valles del Tuy ,.                                                                                    |
| 20 | Guadalajara                | Mexique                | 4 796 603  | 2015  | [ 2 ] |
| 21 | Boston                     | États-Unis             | 4 774 321  | 2015  | [ 3 ] |
| 22 | San Francisco–Oakland      | États-Unis             | 4 656 132  | 2015  | [ 3 ] |
| 23 | Phoenix                    | États-Unis             | 4 574 531  | 2015  | [ 3 ] |
| 24 | Inland Empire (Californie) | États-Unis             | 4 489 159  | 2015  | [ 3 ] |
| 25 | Monterrey                  | Mexique                | 4 475 949  | 2015  | [ 2 ] |
| 26 | Detroit                    | États-Unis             | 4 302 043  | 2015  | [ 3 ] |
| 27 | Porto Alegre               | Brésil                 | 4 258 926  | 2015  | [ 1 ] |
| 28 | Brasilia                   | Brésil                 | 4 201 737  | 2015  | [ 1 ] |
| 29 | Montréal                   | Canada                 | 4 045 877  | 2015  | [ 13 ] |
| 30 | Fortaleza                  | Brésil                 | 3 985 297  | 2015  | [ 1 ] |
| 31 | Salvador de Bahia          | Brésil                 | 3 953 290  | 2015  | [ 1 ] |
| 32 | Recife                     | Brésil                 | 3 914 397  | 2015  | [ 1 ] |
| 33 | Medellín                   | Colombie               | 3 777 009  | 2015  | L'aire métropolitaine de la Vallée de l'Aburrá comprend les municipalités de Barbosa, Bello, Caldas, Copacabana, Envigado, Girardota, Itagüí, La Estrella, la ville-centre de Medellín et Sabaneta,. |
| 34 | Seattle                    | États-Unis             | 3 733 580  | 2015  | [ 3 ] |
| 35 | Santo Domingo              | République dominicaine | 3 658 648  | 2015  | [ 17 ] |
| 36 | Minneapolis–Saint Paul     | États-Unis             | 3 524 583  | 2015  | [ 3 ] |
| 37 | Curitiba                   | Brésil                 | 3 502 804  | 2015  | [ 1 ] |
| 38 | San Diego                  | États-Unis             | 3 299 521  | 2015  | [ 3 ] |
| 39 | Campinas                   | Brésil                 | 3 094 181  | 2015  | [ 1 ] |
| 40 | Tampa–Saint Petersburg     | États-Unis             | 2 975 225  | 2015  | [ 3 ] |
| 41 | Guayaquil                  | Équateur               | 2 952 159  | 2015  | Les projections de populations sont données pour le futur district métropolitain de Guayaquil, qui comprendra le canton de Guayaquil ainsi que le canton de Durán et la ville de Samborondón,. |
| 42 | Puebla                     | Mexique                | 2 941 988  | 2015  | [ 2 ] |
| 43 | Calí                       | Colombie               | 2 911 278  | 2015  | Le DANE définit l'aire métropolitaine de Cali comme comprenant la ville-centre de Cali, Jamundí, Palmira and Yumbo,. |
| 44 | Denver                     | États-Unis             | 2 814 330  | 2015  | [ 3 ] |
| 45 | St. Louis                  | États-Unis             | 2 811 588  | 2015  | [ 3 ] |
| 46 | Baltimore                  | États-Unis             | 2 797 407  | 2015  | [ 3 ] |
| 47 | Guatemala                  | Guatemala              | 2 749 161  | 2015  | En 2005, l'aire métropolitaine de la ville de Guatemala était définie par son gouvernement comme comprenant les municipalités d'Amatitlán, de Chinautla, de la ville centre de Guatemala, de Mixco, de San Miguel Petapa, de Santa Catarina Pinula, de Villa Canales et de Villa Nueva,. |
| 48 | Quito                      | Équateur               | 2 653 330  | 2015  | Les projections de la population combinnent la ville-centre de Quito avec le canton de Rumiñahui,. |
| 49 | Port-au-Prince             | Haïti                  | 2 618 894  | 2015  | [ 23 ] |
| 50 | Maracaibo                  | Venezuela              | 2 576 836  | 2015  | L'aire métropolitaine de Maracaibo comprend les municipalities de Jesús Enrique Lossada, La Cañada de Urdaneta, Mara, Maracaibo et de San Francisco, dans l'état de Zulia,. |